# Annibale Certani

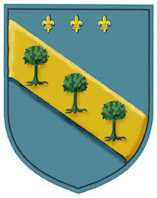
Stemma Certani di Cerreto

Annibale Certani (Bologna, 26 settembre 1829 – Budrio, 22 ottobre 1914) è stato un ingegnere e agronomo italiano.

## Biografia
Era figlio dell'avvocato Antonio Certani, appartenente alla famiglia dei signori di Cerreto, e di Adelaide, figlia del marchese Annibale Paleotti Lanzoni. Sposò Bianca di Albino Bonora, dalla quale ebbe il violoncellista Antonio Certani e Luisa, andata in sposa al marchese Paolucci delle Roncole a cui portò in dote la villa della Riccardina di Budrio.
Nel 1846 partecipò ai moti risorgimentali, entrando nella guardia civica bolognese ("Corpo delle Pattuglie Cittadine di Bologna"), nella pattuglia del rione San Domenico, comandata da suo padre. Il fratello Carlo fu luogotenente dei bersaglieri e fu ucciso a Ponte d'Arli durante un episodio di brigantaggio. Un altro fratello, Luigi, partecipò alle campagne militari del 1860-1861.
Si laureò in filosofia matematica presso l'università di Bologna e fece pratica presso l'ingegnere Tommaso Biagi.

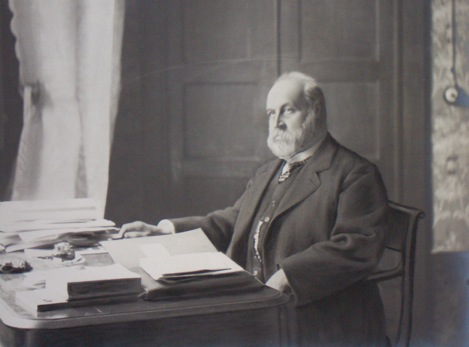
Annibale Certani di Cerreto

Nel 1854 prese in affitto la tenuta di Mezzolara, di proprietà dell'imperatore francese Napoleone III, insieme al collega Camillo Montanari. La tenuta aveva una superficie di 2 000 ettari, in parte paludosi, che furono bonificati: in quindici anni la tenuta fu trasformata in un'azienda agricola efficiente e ad alto reddito, tecnologicamente avanzata.
Nel 1863 presentò al governo del Regno d'Italia il progetto di un canale che avrebbe permesso la bonifica di circa 400 000 ettari di terreno in Emilia-Romagna, con una spesa di 186 milioni di lire. Al progetto si interessarono Marco Minghetti, Giovanni Codronchi e Carlo Berti Pichat, ma il Ministero dei lavori pubblici per ragioni finanziarie non ne decise la realizzazione. Dopo la morte di Certani venne realizzato il canale CER che ripercorre lo stesso tracciato, con piccole differenze.
Fu l'ideatore dell'aratro ravagliatore Certani, macchina che fu portata all’Esposizione Universale di Londra del 1862 dove però non ottenne la medaglia, ma solo una menzione, perché era ancora costruita in legno mentre gli aratri più moderni erano in acciaio. La medaglia fu invece assegnata dalla giuria all’aratro Dombasle Botter che rispondeva a queste specifica. Presso la collezione di macchine agricole dell’Università di Bologna sono conservati due ravagliatori Certani.

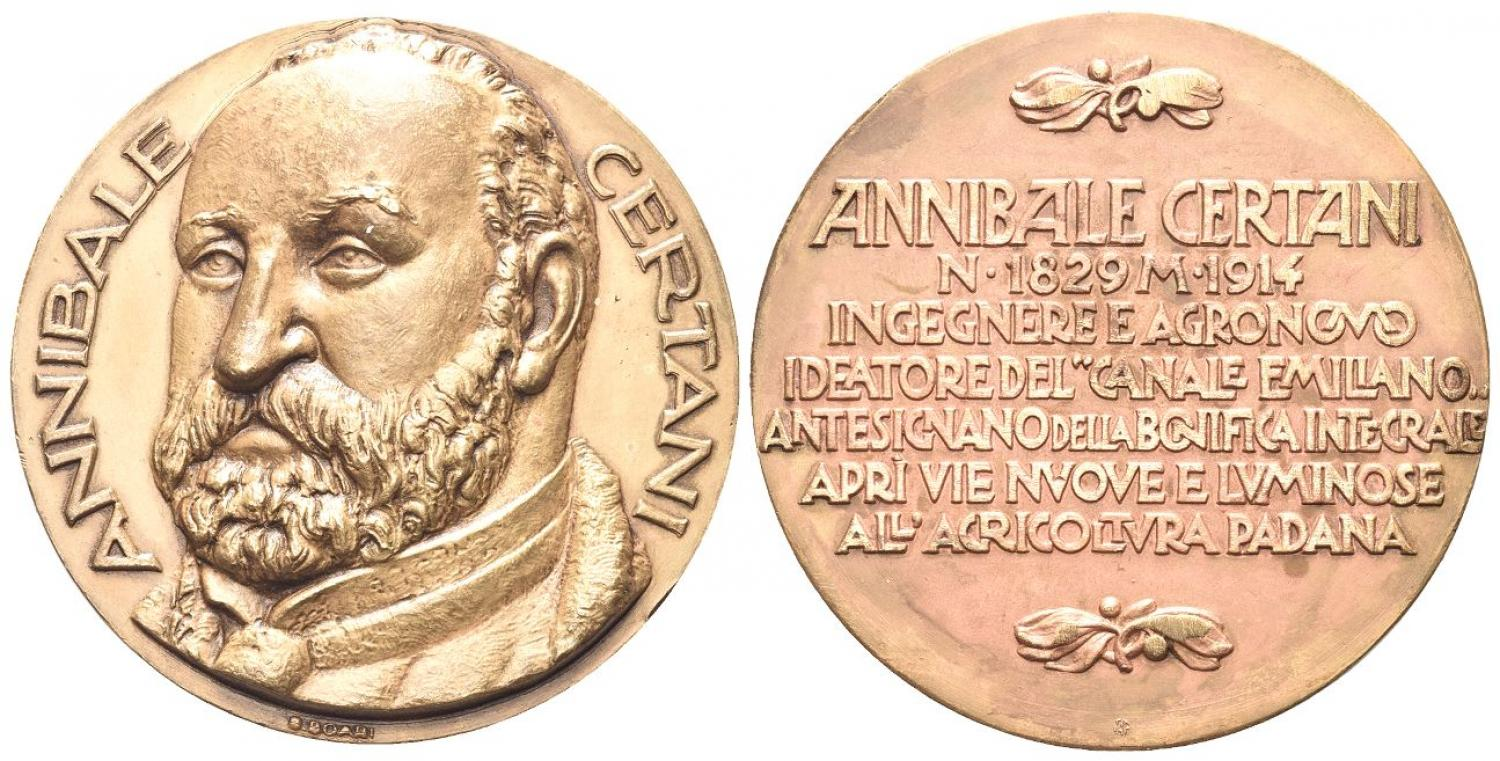
Medaglia Commemorativa Annibale Certani di Cerreto

Il sindaco Francesco Zanardi nella seduta del 29 ottobre 1914: "Ricorda che il Certani fu per tre volte - dal 1868 in poi - eletto alla carica di consigliere comunale, ma rinunziò sempre al mandato conferitogli, rifuggendo egli da ogni ambizione della vita pubblica per dedicarsi esclusivamente allo studio ed alle pratiche applicazioni dell'industria agricola, alla quale rese preziosi servigi. Rende pertanto omaggio alla memoria dell'insigne cittadino".
Nella medesima seduta, il consigliere Alessandro Ghigi, si associa evocando la figura di Annibale Certani: "Uomo di tempra eccezionale, che - come ha rilevato il signor Sindaco - ignorò ogni ambizione, eccettuata quella di agire per il bene ed il progresso dell'agricoltura, risanò e fece produttiva una vasta zona incolta del territorio bolognese. Faro di luce a tutti gli agricoltori della provincia, determinò quel progresso nel tecnicismo agrario e nei mezzi di produzione, che ha consentito di migliorare le condizioni economiche del proletariato agricolo, insieme con quelle della proprietà".